# Гаврилов, Борис Анатольевич
Бори́с Анато́льевич Гаври́лов (род. 12 марта 1952, Гаврилов-Ям, Ярославская область) — советский футболист, полузащитник; тренер. Мастер спорта СССР с 1989 года.

## Карьера
В 1988 году завершил игровую карьеру. Всю свою футбольную карьеру провёл в ярославском «Шиннике», в составе которого играл в 575 матчах (рекорд клуба), забив 83 мяча (рекорд клуба). В 1989 году перешёл на тренерскую работу, которой занимается и по сей день.

### Клубная
Борис Гаврилов начинал заниматься футболом в спортивной школе Гаврилов-Яма. Всё началось с популярного турнира «Кожаный мяч». Потом были детская и юношеская команда, первенство области. Помимо этого, как и многие футболисты, зимой играл в хоккей с мячом.
Во время одной из футбольных игр его приметил тренер Игорь Гольцев и посоветовал посмотреть Станиславу Воротилину, тренировавшему тогда дубль. Весной 1971 года Гаврилова пригласили в Ярославль и сразу заявили на игру дублёров. За дублёров провёл 4 матча и забил 2 гола, после чего его взяли в основную команду.
За основной состав дебютировал в Днепропетровске — в матче против «Днепра» 2 июля 1971 года вышел на 46-й минуте на замену вместо Юрия Иванова при счёте 4:0 в пользу хозяев (завершился тот матч со счётом 6:1). Первый свой гол в официальных матчах за команду забил 28 мая 1973 года в Нальчике («Шинник» выиграл у местного «Спартака» — 1:0).
Последний матч в роли игрока провёл 6 июля 1989 года — «Динамо» Батуми — «Шинник», заменив на 85 минуте Вадима Помазова. Последний гол в качестве игрока забил 6 октября 1988 года в Ярославле в матче с пермской «Звездой».

### Тренерская
С 1989 года по настоящее время входит в тренерский штаб «Шинника». В сентябре — ноябре 2006 года являлся исполняющим обязанности главного тренера. В мае 2010 года после увольнения с поста наставника ярославцев Игоря Ледяхова мог быть вновь назначен исполняющим обязанности менеджера команды, однако в тот же день пост главного тренера клуба занял Александр Побегалов. В конце 2010 года назначен руководить в Ярославской области программой Российского футбольного союза по развитию молодёжного футбола.

## Рекорды
- Рекордсмен «Шинника» по числу сыгранных матчей (575).
- Рекордсмен «Шинника» по числу забитых мячей (83).
- В первой лиге СССР провёл больше всех матчей (575).